# Mark Phillips (calciatore)
Mark Ian Phillips (Lambeth, 27 gennaio 1982) è un ex calciatore inglese, di ruolo difensore.

## Carriera
Esordisce tra i professionisti all'età di 19 anni nel settembre del 2001 con la maglia del Millwall, club di cui era tifoso fin da bambino e nelle cui giovanili aveva iniziato a giocare all'età di 13 anni; si tratta peraltro della sua unica presenza stagionale, anche se già nella stagione successiva gioca ulteriori 7 partite in seconda divisione, a cui aggiunge una presenza in Coppa di Lega. Nella stagione 2003-2004 non scende invece mai in campo in partite di campionato, disputando unicamente un incontro in Coppa di Lega.
A partire dalla stagione 2004-2005 inizia invece a giocare con maggiore regolarità, scendendo in campo per 25 volte e segnando anche una rete, contro lo Sheffield Utd (che resterà peraltro la sua unica rete in carriera con la maglia dei Lions); l'anno seguente, che si conclude con la retrocessione in terza divisione del club, lo vede invece scendere in campo in 22 occasioni. Nella stagione 2006-2007 gioca invece 12 partite in terza divisione per poi passare in prestito al Darlington, con cui disputa 8 partite in quarta divisione.
Nell'estate del 2008, dopo aver trascorso un'ulteriore stagione ai margini della rosa nel Millwall, rimane svincolato e firma un contratto con il Brentford, con cui contribuisce alla vittoria del campionato di quarta divisione con 33 presenze ed una rete. A fine stagione firma poi un nuovo contratto con le Bees, con cui nella stagione 2009-2010 gioca 22 partite in terza divisione. Al termine della stagione 2009-2010 rimane nuovamente svincolato, firmando poi nell'agosto del 2010 un contratto biennale con il Southend Utd, in quarta divisione. Nella sua prima stagione a causa di vari problemi fisici gioca solamente 5 partite, salvo poi imporsi come titolare nella stagione 2011-2012, nella quale è autore di 7 reti in 39 partite di campionato. Dopo ulteriori 21 presenze e 3 reti nella stagione successiva, nella stagione 2013-2014 totalizza 27 presenze e 2 reti per poi terminare la stagione in prestito all'Aldershot Town, club di Conference National (quinta divisione e più alto livello calcistico inglese al di fuori della Football League), con cui segna una rete in 7 partite di campionato. Trascorre poi la stagione 2014-2015 giocando prima in quarta divisione al AFC Wimbledon e poi nuovamente in prestito in quinta divisione all'Aldershot Town (5 presenze con ciascuno dei due club).
Tra il 2015 ed il 2018, anno in cui all'età di 36 anni Phillips si ritira definitivamente, gioca per un triennio in vari club semiprofessionistici: prima milita nel Braintree Town in quinta divisione, poi nell'Ebbsfleet Utd in sesta divisione ed infine nel Greenwich Borough (ottava divisione) e nel Kingstonian (settima divisione).

## Palmarès

### Club

#### Competizioni nazionali
- Campionato inglese di quarta divisione: 1

Brentford: 2008-2009